# Castillo de Allendelagua
El castillo de Allendelagua es una antigua fortificación cuyos restos se encuentran en Allendelagua (municipio de Castro-Urdiales, en la comunidad autónoma española de Cantabria), situada en una loma rocosa, fuera de cualquier acceso rodado, y construido seguramente entre los siglos XIV y XV. Se encuentra en un estado muy avanzado de ruina, quedando sólo el arranque de sus muros, casi imperceptibles entre grandes rocas.
Las leyendas que circulan en torno a la construcción atribuyen su autoría a los templarios, pero los estudios mencionados y su datación desmienten esta hipótesis.

## Protección
Está protegido con categoría de Monumento, por resolución del 3 de abril de 2002.
De acuerdo con lo establecido en la Disposición Adicional Segunda de la Ley 16/1985, de 25 de junio, del Patrimonio Histórico Español, se consideran de interés cultural los bienes a que se contrae el Decreto de 22 de abril de 1949 sobre protección de los castillos españoles. Es por ello que, por ministerio de dicha ley se declararon bien de interés cultural, con la categoría de Monumento, las ruinas de la torre medieval de los Templarios en Allendelagua, localidad que se sitúa al oeste de la capital municipal, y en una loma rocosa a media ladera de la cumbre se encuentran las ruinas del castillo medieval del que se conservan solamente el arranque de los muros.
En 2024 el castillo pasó a formar parte de la Lista Roja del patrimonio en peligro que elabora la asociación Hispania Nostra.